# اینترنشنال گیمز تکنولوژی
اینترنشنال گیم تکنالوجی (انگلیسی: International Game Technology) شرکت سرگرمی آمریکایی است، که در سال ۱۹۹۰ تأسیس شد.